# رز آلبا

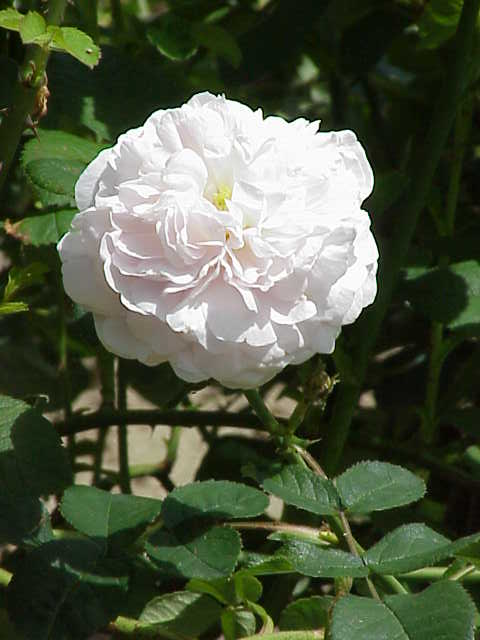

رز آلبا (نام علمی: Rosa Alba) علامت اختصاری A، نامی یکی از گونه‌های رز و همچنین نام یکی از گروهای رزهای باغی قدیمی است. رنگ گل مایل به سفید است و عطر ملایمی دارد. نیمهٔ دوم سدهٔ پانزدهم در فاصلهٔ سال‌های ۱۴۵۵ تا ۱۴۸۵ زمان جنگ‌های داخلی انگلستان به نام جنگ رزها بود. این جنگ بین دو خاندان قدرتمند لانکاستر با نشان «گل سرخ» و یورک با نشان «رز سفید» رخ داد. طبق نظریه‌ها گل سفید خاندان یورک از نوع گل رز آلبا بوده‌است. رنگ شاخه سبز روشن است و رنگ سبز برگ نیز به سفید و خاکستری متمایل است. بوته آن ایستاده یا نیمه بالارونده است. طول بوتهٔ گیاه به ۲ تا ۲ و نیم متر می‌رسد. گلبرگ‌ها گرد هستند و به ترتیبی منظم پشت سرهم ردیف شده‌اند. در ساقه یا خار وجود ندارد یا بسیار اندک است. تنها در فصل بهار گلدهی دارد.